# Крашенинникова, Нина Александровна
Нина Александровна Крашенинникова (Кострицина) (6 января 1928 — 28 февраля 2021) — советский и российский правовед, специалист по истории права и государства, автор исследований по истории права Англии и Индии. Доктор юридических наук, профессор. Профессор юридического факультета МГУ им. М. В. Ломоносова.

## Биография
Родилась в Пензе.
В 1950 году окончила юридический факультет МГУ им. М. В. Ломоносова.
В 1950—1952 гг. работала консультантом в Верховном Суде РСФСР.
В 1952—1955 гг. обучалась в аспирантуре юрфака МГУ.
В 1955 г. защитила кандидатскую диссертацию по теме: «Habeas corpus Act 1679 г. и практика его применения в Англии».
В 1955—1961 гг. работала в Обществе «Знание», редакции журнала «Советское государство и право».
В 1961—1973 гг. преподавала в Университете дружбы народов им. Патриса Лумумбы.
С 1973 года преподавала на юрфаке МГУ (с 1973 г. — доцент, с 1985 г. — профессор).
В 1983 году защитила докторскую диссертацию на тему: «Индусское право и его модификация в Республике Индия».

## Научная деятельность
Автор свыше 150 работ по различным вопросам истории права и государства.
Наиболее известные труды:
- Ограничение гарантий неприкосновенности личности в английском праве. Habeas corpus Act и чрезвычайное законодательство в Англии. М., 1957;
- Колониальные системы управления в Южной и Юго-Восточной Азии. М., 1972;
- История права Востока. Учебник для юридических ВУЗов. М., 1972;
- Индусское право: история и современность. М., 1982;
- Права человека в Индии: традиционализм и современность//Глава в коллективной монографии «Права человека: итоги века, тенденции, перспективы» (М.: Норма, 2002. — 448 с. — ISBN 5-89123-685-0).
- Правовая культура современной Индии. Инновационные и традиционные черты. М.: Норма, 2009. — 304 с. — ISBN 978-5-16-003643-4;
- Сравнительное уголовное право (Индия): Учебное пособие для вузов. М.: ЮРАЙТ, 2020. — 180с. — ISBN 9785534139662. В соавт. с Трикоз Е. Н.

Автор и соавтор многочисленных учебников и хрестоматий по истории права и государства.
Была членом редколлегии научных журналов: «Древнее право» и «История государства и права».
Читала курс истории государства и права зарубежных стран, спецкурсы.

## Награды
- Лауреат премии им. М. В. Ломоносова (1996 г.).
- Заслуженный профессор МГУ (2002)[2][3]